# Bellota peckhami
Bellota peckhami is een spinnensoort in de taxonomische indeling van de springspinnen (Salticidae).
Het dier behoort tot het geslacht Bellota. De wetenschappelijke naam van de soort werd voor het eerst geldig gepubliceerd in 1978 door María Elena Galiano.